# Moira Martha Brinnand
Moira Martha Brinnand (10. svibnja 1962.) je umirovljena argentinska hokejašica na travi.
S argentinskom izabranom vrstom je sudjelovala na više međunarodnih natjecanja.

## Sudjelovanja na velikim natjecanjima
- Panameričke igre 1987.
- OI 1988. (7. mjesto)